# Theun de Winter
Theun de Winter (Badhoevedorp, 15 januari 1944) is een Nederlands journalist, dichter en tekstschrijver.

## Biografie
De Winter kwam in 1944 per reiswieg op Texel aan, waar hij opgroeide. Na het gymnasium in Den Helder begon hij twee keer een niet afgemaakte studie in Amsterdam. Halverwege de jaren zestig werd hij redacteur van het Amsterdamse studentenweekblad Propria Cures, waarvoor hij ook cartoons tekende. Eind 1967 ging hij in opdracht van Armando, toen chef nieuwsdienst van de Haagse Post, stukken voor dat weekblad te schrijven.  
Als dichter debuteerde hij in 1972 met de bundel De Gedichten, uitgegeven door Erven Thomas Rap, Amsterdam. In opdracht van dezelfde uitgever stelde hij in 1973 als nieuwjaarsgeschenk het boekje Elf gedichten voor Piet Keizer samen, een poëtisch eerbetoon aan de legendarische Ajax-linksbuiten, met bijdragen van o.a. Remco Campert, Jan Wolkers, Marga Minco, Adriaan Morriën, Mensje van Keulen, Bert Schierbeek (en van hemzelf). Gezien de beperkte oplage van 500 genummerde exemplaren werd dat al gauw een felbegeerd verzamelobject.
Angèle Manteau bracht in 1975 in Elseviers Literaire Serie van hem het boek Human Interest uit, een bundeling van de gelijknamige serie interviews die hij voor de Haagse Post schreef, waarin hij bekende landgenoten diepgaand ondervroeg over één klein, alledaags onderwerp. Met als nieuwe titel Terloopse Obsessies werd het boek in 1980 herdrukt door Loeb, uitgevers te Amsterdam.
Na urenlange gesprekken met Jan Cremer schreef De Winter een door fotograaf Philip Mechanicus rijk geïllustreerde verhandeling over de vrouwelijke derrière, getiteld De billen van Jan Cremer, in 1976 verschenen bij Erven Thomas Rap.
Een verzameling van zijn colums voor het tijdschrift Playboy kwam als Vreemdgaan is zo vreemd nog niet uit bij Gerard Timmer Prods. (Amsterdam, 1989). Eveneens bij GTP verscheen een jaar later de door hem samengestelde bundel voetbalpoëzie Nederland-Duitsland. Diezelfde sport is het thema van zijn gedichten voor Hard Gras, ‘voetbaltijdschrift voor lezers’, opgericht in 1994 door Henk Spaan en Matthijs van Nieuwkerk. 
Zijn voorjaar 2000 bij uitgeverij L.J. Veen verschenen bundel Het gras voor mijn voeten bevat een groot aantal van de Hard Gras-gedichten, alsook o.a. Herschapen eiland, een lang gedicht dat werd geschreven op uitnodiging van de Culturele Raad Noord-Holland en gepubliceerd in december 1992 als deel 58 van de bibliofiele serie Noord-Holland in Proza, Poëzie en Prenten. Het gedicht werd, ook in 1992, herdrukt in opdracht van Gerard Timmer Prods. en verscheen daar in een oplage van vijfhonderd exemplaren, waarvan honderd genummerd en gesigneerd.
Onder de titel Tijd winnen verscheen in 2011 een keuze uit zijn gedichten bij Uitgeverij Holland te Haarlem. 
Ter gelegenheid van de 70ste verjaardag van oud-topvoetballer Johnny Rep kwam in 2021 het boekje Johnny Rep op weg naar Valencia uit bij MMPublications, een herdruk van het reisverslag dat De Winter in 1975 voor de Haagse Post schreef. 

## Werk
Naast poëzie en interviews heeft De Winter liedteksten geschreven voor o.a. Maggie MacNeal (Terug naar de kust), Rob de Nijs (Ik laat je vrij), VOF De Kunst, Rocco Granata, Liesbeth List, Clouseau en Wolter Kroes (Laat me los). Zijn Top Tien-hit Terug naar de kust (1976) wordt gerekend tot de evergreens van de Nederlandstalige popmuziek.
In 1977 maakte hij een satirische bewerking van het kerstliedje Hoe leit dit kindeken… voor de door Nouchka van Brakel geregisseerde speelfilm Het debuut en in 1978 schreef hij de titelsongtekst voor de film Het verloren paradijs (Le paradis perdu) van de Belgische regisseur Harry Kümel.
Van 1983 tot 1992 was hij redacteur van Jan Lenferink’s roemruchte televisie-talkshow RUR en schreef daarvoor ook de rijmpjes waarmee de drie gasten werden aangekondigd. Vervolgens werkte hij mee aan TéVé Puré van Lenferink en in 2002/’04 weer twee seizoenen aan RUR.
Sinds de jaren negentig van de vorige eeuw besteedt hij veel vrije tijd aan zijn Ezels op het eiland Texel, waar hij zich sinds de eeuwwisseling weer heeft gevestigd. Hij is voorzitter van de Multifunctionele Ezelvereniging Texel i.a. (in amore). Op het Nederlands-Belgische HPK-label is begin 1999 het clublied Peace en Vree uitgebracht, waarvan hij de tekst heeft geschreven en Willem Terhorst, bassist van de band Normaal, de muziek. De laatste is tevens de zanger van de hymne, ondersteund door balknoten van Lulu Kramer.
Zijn eerste poëziebundel De Gedichten (1972) werd ingeleid door de schrijver/dichter K. Schippers, die onder meer het volgende opmerkte: ‘Het lijkt of hier voor het eerst in de geschiedenis van de dichtkunst zich iemand van het gedicht bedient om de lezer met de neus op zijn eigen smaak te drukken en niet om traditionele bewondering af te dwingen. Dat betekent niet dat mogelijkheden tot ontroering, amusement, bezinning of identificatie in de gedichten afwezig zijn. [...] Wie de magistrale poëtische afleidingsmanoeuvres van De Winter eenmaal heeft gelezen, is verloren, in welke termen hij er daarna ook over denkt.’